# Mackworth (Derby)
Mackworth – dzielnica miasta Derby, w Anglii, w Derbyshire, w dystrykcie (unitary authority) Derby. W 2011 roku dzielnica liczyła 14 180 mieszkańców.